# امتیاز (بسکتبال)

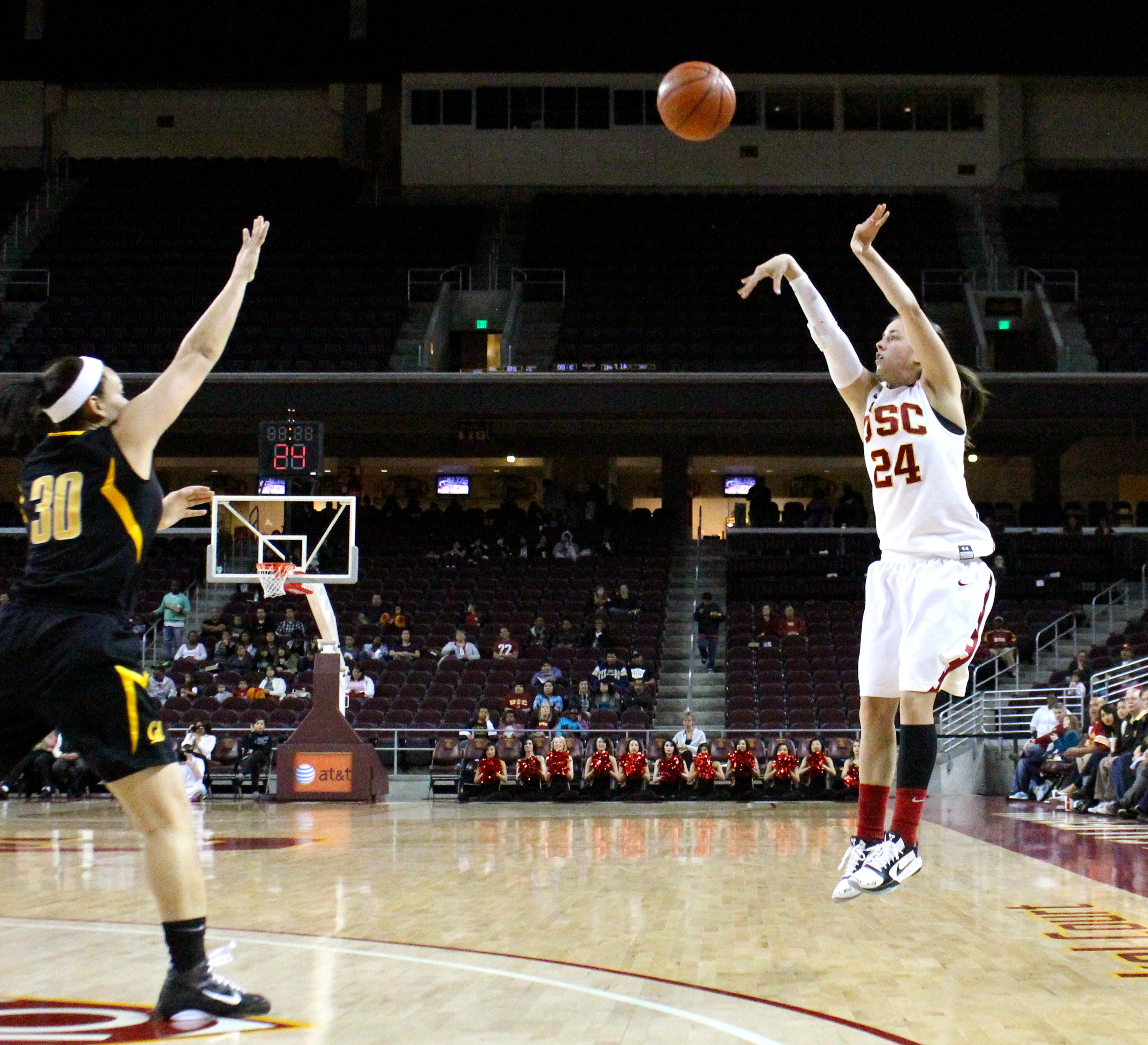
اقدام برای یک پرتاب سه امتیازی

امتیازها در بسکتبال برای پیگیری گل‌ها در بازی هستند. امتیازهای یک تیم ممکن است توسط پرتاب‌های منطقه ای (۲ امتیازی یا ۳ امتیازی) یا پرتاب آزاد جمع شده باشند. اگر بازیکنی از داخل خط سه امتیازی پرتاب موفقی انجام دهد، دو امتیاز برای تیم کسب می‌کند. اگر بازیکنی از پشت خط سه امتیازی پرتاب موفقی انجام دهد، سه امتیاز برای تیم کسب می‌کند. تیمی که بیشترین امتیاز را در پایان بازی کسب کرده باشد برنده اعلام می‌شود.

## رکوردها

### اتحادیه ملی بسکتبال

#### فصل عادی
- بیشترین امتیاز: کریم عبدالجبار (۳۸٬۳۸۷ امتیاز)[۱]
- بیشترین میانگین امتیاز: مایکل جردن (۳۰٫۱۲ امتیاز)[۲]
- بیشترین امتیاز طی یک فصل: ۴۰۲۹ امتیاز توسط ویلت چمبرلین (1961-1962)[۳]
- بیشترین میانگین امتیاز طی یک فصل: ۵۰٫۴ امتیاز توسط ویلت چمبرلین (1961-1962)[۳]
- بیشترین امتیاز در یک بازی: ۱۰۰ امتیاز توسط ویلت چمبرلین (۳/۲/۱۹۶۲ مقابل نیویورک نیکس)[۳]
- بیشترین امتیاز در یک‌نیمه: ۵۹ امتیاز توسط ویلت چمبرلین[۳]
- بیشترین امتیاز در یک کوارتر: ۳۷ امتیاز توسط کلی تامپسون[۳]
- بیشترین امتیاز در یک زمان اضافه (۵ دقیقه): ۱۷ امتیاز توسط استیون کری

#### پلی آف
- بیشترین امتیاز: لبرون جیمز (۵٬۹۹۵ امتیاز)[۴]
- بیشترین میانگین امتیاز: مایکل جردن (۳۳٫۴ امتیاز)[۵]
- بیشترین امتیاز در یک بازی: ۶۳ امتیاز توسط مایکل جردن در ۲ زمان اضافه (۱۰ دقیقه) (۴/۲۰/۱۹۸۶ مقابل بوستون سلتیکس)[۶]
- بیشترین امتیاز در یک‌نیمه: ۳۹ امتیاز توسط اسلیپی فلوید (گلدن استیت واریرز مقابل لس آنجلس لیکرز)[۷]
- بیشترین امتیاز در یک کوارتر: ۲۹ امتیاز توسط اسلیپی فلوید (گلدن استیت واریرز مقابل لس آنجلس لیکرز)[۷]
- بیشترین امتیاز در یک زمان اضافه (۵ دقیقه): ۱۷ امتیاز توسط استیون کری[۸]
- بیشترین امتیاز در یک بازی فینال: ۶۱ امتیاز توسط الگین بیلور (۴/۱۴/۱۹۶۲ مقابل بوستون سلتیکس)[۹]
- بیشترین امتیاز در یک‌نیمه فینال: ۳۵ امتیاز توسط مایکل جردن (۶/۳/۱۹۹۲ مقابل پورتلند تریل بلیزرز)[۱۰]

### مسابقات بسکتبال دانشگاهی آمریکا
- بیشترین امتیاز در یک بازی: ۱۳۸ امتیاز توسط جک تیلور (۲۰ نوامبر ۲۰۱۲)